# Канцеларија Уједињених нација у Бечу
Канцеларија Организације уједињених нација у Бечу, УНОВ (енгл. United Nations Office at Vienna, UNOV) је једна од четири главне локације канцеларија Организације уједињених нација на којима неколико различитих агенција ОУН имају заједничко присуство. Административни комплекс се налази у Бечу, престоници Аустрије, а део је Бечког међународног центра, где је груписано неколико великих међународних организација. УНОВ је основана 1. јануара 1980. године.

## Установљене агенције

### Са седиштем у Бечу
- Међународна агенција за атомску енергију (има посебан споразум о статусу)
- Међународна информациона мрежа против прања новца
- Међународни одбор за контролу наркотика
- Припремна комисија за контролу спровођења свеобухватног споразума о забрани нуклеарних проба
- Комисија Организације уједињених нација за међународно трговинско право
- Организација ОУН за индустријски развој
- Канцеларија ОУН за питања спољашњег свемира
- Канцеларија ОУН за борбу против криминала и наркотика

### Присуство у Бечу
- Међународна комисија за заштиту реке Дунав
- Високи комесар ОУН за избеглице
- Информативна служба Организације уједињених нација
- Канцеларија ОУН за пројектне услуге
- Истражно одељење Канцеларије ОУН за унутрашње послове
- Поштанска служба Организације уједињених нација
- Научни одбор ОУН о ефектима нуклеарног зрачења